# Níki Tzavélla
Níki Tzavélla (en grec moderne : Νίκη Τζαβέλλα; née le 30 juin 1947 à Lamía) est une personnalité politique grecque, députée européenne pour le Laïkos Orthodoxos Synagermos ou LA.O.S.
Elle a été présidente du Mouvement pour l'Europe des libertés et de la démocratie.